# Solenobia argenterae
Solenobia argenterae är en fjärilsart som beskrevs av Eugen Wehrli 1924. Solenobia argenterae ingår i släktet Solenobia och familjen säckspinnare. Inga underarter finns listade i Catalogue of Life.